# Гаймар Ведемеєр
Гаймар Ведемеєр (нім. Heimar Wedemeyer; 22 вересня 1906, Марбург — 13 листопада 1998, Гамбург) — німецький юрист, яхтсмен і офіцер-підводник, капітан-лейтенант резерву крігсмаріне (1 листопада 1943). Кавалер Німецького хреста в золоті.

## Біографія
Вивчав право в Марбурзькому і Кільському університетах. Під час навчання почав активно займатись вітрильним спортом. В 1933 році служив в морській артилерії, після чого вступив в Імперське міністерство фінансів, працював в Інстербурзі та Кенігсберзі. Учасник літніх Олімпійських ігор 1936 року, зайняв шосте місце на вітрильних змаганнях в класі шестиметрових човнів. В 1938 році переїхав в Гамбург, де працював у податковій службі.
На початку Другої світової війни повернувся на флот. З вересня 1939 року — командир корабля і групи 10-ї флотилії форпостенботів. З березня 1940 року — командир корабля 11-ї флотилії форпостенботів. В березні-вересні 1942 року пройшов курс підводника. З жовтня 1942 року — 1-й вахтовий офіцер на підводному човні U-66. В квітні-травні 1943 року пройшов курс командира човна. З 8 червня 1943 по 17 листопада 1944 року — командир U-365, на якому здійснив 7 походів (разом 142 дні в морі). З 17 грудня 1944 року служив в штабі 14-ї флотилії. 8 травня 1945 року взятий в полон британськими військами. 1 жовтня 1945 року звільнений.
Всього за час бойових дій потопив 3 кораблі загальною водотоннажністю 8790 тонн.
| Дата           | Назва корабля  | Тип               | Тоннаж | Екіпаж | Загинули | Країна | Конвой |
| -------------- | -------------- | ----------------- | ------ | ------ | -------- | ------ | ------ |
| 12 серпня 1944 | Марина Раскова | Торговий пароплав | 7,540  | 632    | 373      | СРСР   | BD-5   |
| 12 серпня 1944 | T-118          | Мінний тральщик   | 625    | ?      | ?        | СРСР   | BD-5   |
| 12 серпня 1944 | T-114          | Мінний тральщик   | 625    | ?      | ?        | СРСР   | BD-5   |

Після війни працював у податковій службі Гамбурга, дослужився до звання старшого урядового директора. На Різдво 1946 року одружився з Шарлоттою Пріч з Данцига. В 1978 році вступив в Академічний клуб Гамбурга, до кінця життя залишався активним членом клубу.

## Звання
- Боцмансмат резерву (15 червня 1935)
- Боцман резерву (3 жовтня 1936)
- Лейтенант-цур-зее резерву (6 липня 1938)
- Оберлейтенант-цур-зее резерву (1 січня 1941)
- Капітан-лейтенант резерву (1 листопада 1943)

## Нагороди
- Залізний хрест
  - 2-го класу (8 грудня 1939)
  - 1-го класу (19 липня 1940)
- Нагрудний знак мінних тральщиків (4 грудня 1940)
- Нагрудний знак підводника (25 березня 1943)
- Німецький хрест в золоті (5 листопада 1944)